# Jean-Jacques de Surbeck
Jean-Jacques de Surbeck, dit aussi Johann Jakob Sürbeck, né le 6 décembre 1644 à Soleure (Suisse) et  mort le 5 mai 1714 à Paris, est un militaire suisse au service du Royaume de France.

## Biographie
Fils de Johann Jakob Surbeck, maître boulanger, et de Héléna Byss, de confession catholique, Jean-Jacques de Surbeck épouse en premières noces Anne de Blondeau, dont il a un fils Pierre Eugène, né le 15 décembre 1678 à Paris. Veuf, il épouse deuxièmes noces Marie Magdelaine Chappelier, héritière du fief de Garlande à Bagneux.
Il descend de l'une de ces maisons bourgeoises désignées sous le nom de « régiment fähige » dont les familles étaient reconnues aptes à participer à l'armée et au gouvernement. Il est le premier membre de sa famille à venir servir le roi de France.

### Carrière militaire
Jean-Jacques de Surbeck entre aux Gardes suisses en 1665, et devient capitaine d'une compagnie franche en 1671. Il devient major au régiment des Gardes suisses en 1680 et brigadier en 1691. Promu inspecteur général de l'infanterie en 1694 et maréchal de camp en 1696, puis lieutenant général en 1704.

### Campagnes
Brigadier lors de la  guerre de la Ligue d'Augsbourg (1688-1697), il joua un rôle important à la bataille de Neerwinden en 1693.
Il soutint l'opposition du Conseil de Soleure après le traité de Ryswick, au projet de la France de réduire les mercenaires ainsi que la nouvelle capitulation.
Il participe de 1701 à sa mort aux principales batailles de la guerre de Succession d'Espagne. Louis XV en 1704 le fit baron héréditaire pour son fief de Garlande à Bagneux que l'abbé Jean Lebeuf donne comme la plus belle de la commune. Il avait également un logement à Paris, rue de la Sourdière. Séparé de biens de sa femme, il lui rachète la seigneurie de Garlande et le fief Sainte-Clotilde à Bagneux ainsi que divers terrains à Châtillon, Sceaux, Antony le 15 janvier 1708.
Ses biens reviennent à son unique fils qu'il a eu de Anne de Blondeau, Pierre-Eugène de Surbeck, né à Paris le 15 décembre 1678 et mort à Bagneux le 1er septembre 1741, chevalier de Saint-Louis.

## Armoiries
« d'or à la bande de sable, chargée de trois roses de gueules et accostée de deux membres d'aigle du second, les serres en fasce ».

## Régiments
- Régiment de Surbeck le 16 octobre 1692.

- drapeaux d’Ordonnance

"drapeaux
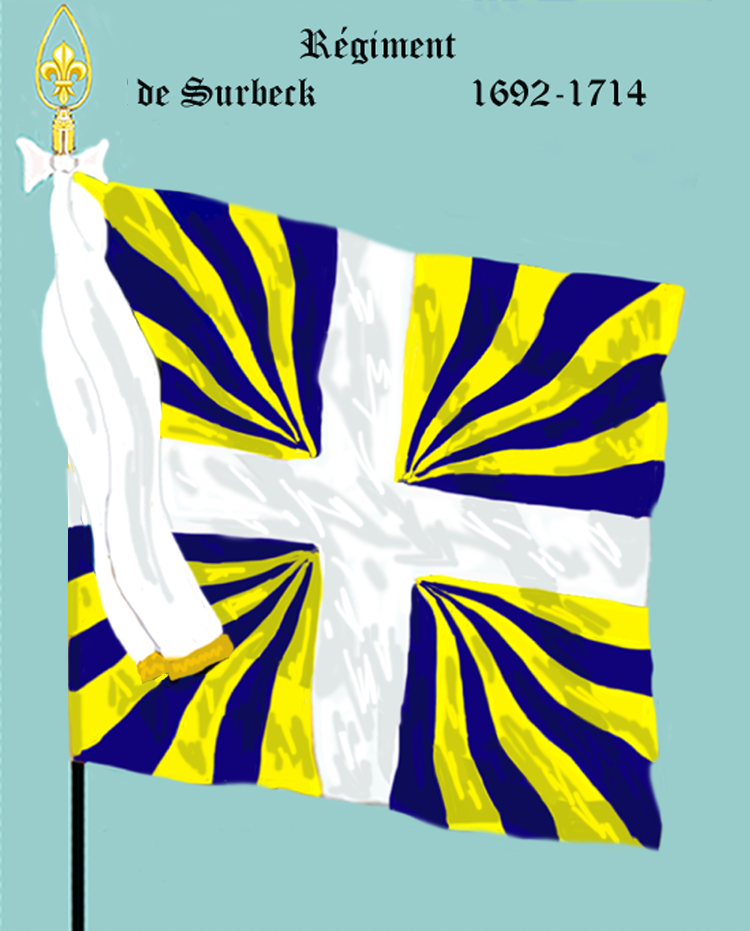
régiment de Surbeck de 1692 à 1714

- Régiment de Surbeck le 25 octobre 1686.

Drapeaux
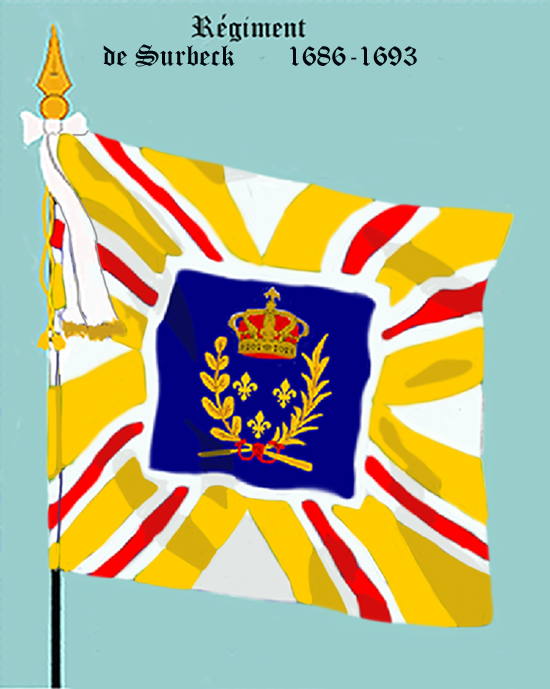
régiment de Surbeck de 1686 à 1693